# Elena Biggi Parodi
Elena Biggi Parodi (6 dicembre 1959) è una musicologa e critico musicale italiana.

## Biografia
Laureata all'Università di Pisa, nel 1983 si diploma presso Istituto Musicale "Luigi Boccherini" di Lucca e nel 1989 ottiene il riconoscimento dell'iscrizione all'albo dei giornalisti per la sua attività di critico musicale su due giornali nazionali, prima "L'Unità" e poi "Avvenire".
Ha curato l'edizione critica dell'oratorio di Antonio Salieri La Passione di Gesù Cristo, eseguita a Vienna alla Minoritenkirche nel 2000. Nel 2005 ha pubblicato il catalogo tematico delle opere di Salieri, l'autore al quale ha dedicato prevalentemente le sue ricerche, riscoprendo tra l'altro composizioni considerate perdute.

## Pubblicazioni (selezione)
- Antonio Salieri, La Passione di Gesù Cristo, edizione critica, Suvini Zerboni, Milano 2000, pp. XLIV, 222.
- Catalogo tematico delle opere teatrali di Antonio Salieri, LIM, Lucca 2005, Gli strumenti della ricerca musicale, collana della Società Italiana di Musicologia, pp. CLVIII, 957.[1]